# Charlie Plummer
Charlie Faulkner Plummer (Poughkeepsie, 24 mei 1999) is een Amerikaans acteur.
Plummer begon zijn carrière als kindacteur in korte films voordat hij verscheen in de televisiedrama's Boardwalk Empire en Granite Flats. Hij maakte zijn speelfilmdebuut in David Chase's drama Not Fade Away (2012) voordat hij de hoofdrol kreeg in Felix Thompson's regiedebuut King Jack (2015). In 2017 kreeg hij meer erkenning voor zijn ondersteunende rol in Ridley Scott's misdaadthriller All the Money in the World en zijn hoofdrol in Andrew Haigh's drama Lean on Pete. Zijn optreden in laatstgenoemde oogstte lovende kritieken en leverde hem de Marcello Mastroianni Award op voor beste opkomende acteur op het 74e Filmfestival van Venetië.

## Filmografie

### Film
Uitgezonderd korte films.
| Jaar | Titel                      | Rol                     | Opmerkingen                |
| ---- | -------------------------- | ----------------------- | -------------------------- |
| 2011 | We Are the Hartmans        | jonge Jordan            |                            |
| 2012 | Not Fade Away              | Grace's kleine broertje |                            |
| 2015 | King Jack                  | Jack                    |                            |
| 2017 | All the Money in the World | John Paul Getty III     |                            |
| 2017 | The Dinner                 | Michael Lohman          |                            |
| 2017 | Lean on Pete               | Charley Thompson        | Marcello Mastroianni Award |
| 2018 | The Clovehitch Killer      | Tyler                   |                            |
| 2018 | Dark Was the Night         | Marcus Lang             |                            |
| 2019 | Gully                      | Nicky                   |                            |
| 2019 | Share                      | Dylan                   |                            |
| 2020 | Words on Bathroom Walls    | Adam Petrazelli         |                            |
| 2020 | Spontaneous                | Dylan Hovemeyer         |                            |
| 2022 | Moonfall                   | Sonny Harper            |                            |
| 2024 | The Return                 | Telemachus              |                            |

### Televisie
Uitgezonderd eenmalige gastenrollen.
| Jaar      | Titel              | Rol                         | Opmerkingen                         |
| --------- | ------------------ | --------------------------- | ----------------------------------- |
| 2011–2013 | Boardwalk Empire   | Michael Thompson            | 8 afleveringen                      |
| 2013–2015 | Granite Flats      | Timmy Sanders               | Hoofdrol, 24 afleveringen           |
| 2019      | Looking for Alaska | Miles Halter                | Hoofdrol; miniserie, 8 afleveringen |
| 2022      | The First Lady     | jonge Franklin D. Roosevelt | 2 afleveringen                      |